# Xenorhynchopsis
Xenorhynchopsis — вимерлий рід фламінго з пліоцену до плейстоцену в басейні озера Ейр в Австралії. Два відомі види Xenorhynchopsis, спочатку описані як види лелек, значно відрізняються за розміром. X. minor є старшим і малим із двох видів, починаючи від пліоцену до плейстоцену, і описується як такий, що досяг розміру, меншого, ніж у Фламінго малий. Натомість X. tibialis, схоже, був обмежений плейстоценовими шарами і був значно більшим, вважаючись одним із найбільших відомих фламінго в літописі скам'янілостей.

## Історія
Скам'янілості Xenorhynchopsis були вперше описані Чарльзом Вальтером де Вісом у 1905 році, який визнав два види, які він назвав Xenorhynchopsis minor і Xenorhynchopsis tibialis відповідно. Можливо, через те, що у його колекції не було матеріалу про фламінго для порівняння скам'янілостей де Віса, він відніс цей рід до Ciconiidae, тобто лелек. X. tibialis, більший з двох видів, був описаний на основі плечової та великогомілкової кісток, знайдених у Нижній Купер-Крік. Натомість менший вид X. minor відомий із численних останків плечової кістки та великогомілкового кістки, виявлених у пліоцен-плейстоценових відкладеннях озера Канунка та Нижнього Купер-Крік. Річ та його колеги, які опублікували ревізію скам’янілостей фламінго пліоцену та плейстоцену, пишуть, що останки надто фрагментарні, щоб визначити, чи слід відносити ці види до тих самих родів, що й сучасних фламінго. Згодом вони зберігають назви родів, придумані де Вісом для зручності.

## Опис
Риси, які відрізняють Xenorhynchopsis від інших родів фламінго, Річ та його колеги вважають сумнівними. Дистальний кінець великогомілкової кістки описується як глибший, ніж широкий, зі стовбуром, який менш розширюється до дистального кінця порівняно з сучасними видами. До дистального кінця сухожильний канал має більші отвори, ще одна риса, спільна для обох видів і відрізняє їх від сучасних фламінго. Крім того, у внутрішньому виростку немає виїмки в обох видів.
Викопні рештки X. tibialis за розміром нагадують вид Ябіру азійський і більші за наявні фламінго. Річ і його колеги пишуть, що тільки Phoeniconotius перевищує розміром Xenorhynchopsis tibialis. Натомість X. minor дещо менший, хоча і товстіший, ніж Фламінго малий, і приблизно такого ж розміру, як Phoenicopterus stocki та Phoenicopterus minutus.

## Палеобіологія
У пліоцені в озері Канунка було щонайменше три види фламінго, Xenorhynchopsis minor, Phoeniconaias proeses і те, що може бути сучасним Фламінго рожевий. Схоже, що Xenorhynchopsis tibialis був обмежений плейстоценом і, можливо, вимер, коли внутрішні озера, від яких залежали ці птахи, висохли, що призвело до локального вимирання фламінго в Австралії. Усі чотири види можна знайти в осадових відкладеннях Лоуер-Купер-Крік, однак через те, що вони з'являються в різних місцевостях, багато з яких не мають точної інформації щодо їхнього віку, невідомо, чи дійсно вони зустрічалися один з одним. На думку Каменса та Ворті, сліди, знайдені у формації Тірарі, могли бути залишені Xenorhynchopsis minor, оскільки вони здаються занадто великими, щоб їх віднести до P. proeses, і занадто малими, щоб належати X. tibialis. Однак Фламінго рожевий це ще один можливий кандидат.